# Я скоро повернуся
«Я скоро повернуся» — перший епізод другого сезону британського науково-фантастичного телесеріалу-антології «Чорне дзеркало». Сценарій написав творець серіалу Чарлі Брукер, режисером виступив Овен Гарріс. Прем'єра відбулась 11 лютого 2013 року на телеканалі Channel 4.
Епізод отримав дуже позитивні відгуки критиків.

## Сюжет
Марта (Гейлі Етвел) та Еш (Домналл Глісон) — молода пара, що переїжджає у будинок за містом. Наступного дня після переїзду Еш гине в автокатастрофі. Марта дізнається про новітню технологію, яка створює штучний інтелект на основі поведінки людини у соціальних медіа. Таким чином люди отримують можливість продовжувати «спілкування» із померлими через їхні цифрові копії. Марта починає спілкуватися з новим «Ешем» через миттєві повідомлення, а пізніше завантажує у базу даних світлини та відео з ним, тож штучний розум тепер може відтворити голос Еша та спілкуватися з Мартою за допомогою телефону. Марта дозволяє собі вірити, що спілкується зі справжнім Ешем та повідомляє йому, що вона вагітна. Марта переживає справжню паніку, коли випадково ушкоджує телефон та тимчасово втрачає зв'язок із пристроєм. Штучний Еш повідомляє їй, що існує наступний крок цієї технології: свідомість можна перенести у синтетичне тіло.
Дотримуючись інструкції штучного Еша, Марта перетворює чисте синтетичне тіло на андроїда, що виглядає майже як Еш, за невеликими винятками, як-то: волосся на обличчі та родимки на грудях. З моменту запуску андроїда, Марта почувається некомфортно через його існування. Незважаючи на те, що робот задовольняє її сексуально, вона розлючена, що він виконує усі її прохання без питань, навіть емоції проявляє тільки на прохання. Марта бере штучного Еша на урвище та наказує йому стрибнути. Після того, як вона підказує, що зараз він мав би просити врятувати своє життя, він саме так і робить.
Минає декілька років. Марта ростить свою семирічну доньку, а штучного Еша зберігає на горищі. Вона дозволяє їм бачитися на вихідних, проте донька випрошує у Марти пустити її до штучного Еша на її день народження. Поки вони удвох на горищі, Марта чекає на сходах під горищем, пересилює сльози та піднімається до них.

## Критика
Авторитетне видання «The A.V. Club» високо оцінило епізод, поставивши йому оцінку «A-», описавши його як «зухвалий»: «епізод про скорботу однієї жінки перед лицем раптової втрати другої половинки; куплений нею андроїд яскраво демонструє „будьте обережні зі своїми бажаннями“: він спочатку заповнює порожнечу в її житті, але швидко набагато збільшує цю порожнечу у безліч різних способів».
«The Independent» у своїй рецензій зазначили: «Я скоро повернуся сприймається дуже близько, адже йому вдалося спіймати дух часу — тему соціальних медіа. Це мила та зворушлива історія — навіть більше, ніж П'ятнадцять мільйонів нагород — у світі, що далекий від звичного нам пекуче уїдливого Брукера. Він уміє писати емоційні історії, що хапають тебе за самісіньке серце. Завершення виявилось гіркувато-солодким, хоча й уникло клішованого самогубства стрибком з урвища».
«The Daily Telegraph» оцінив епізод на 4 із 5, зазначивши: «Шоу підняло важливу тему: той уявний образ, який ми собі створюємо онлайн та зростання залежності від віртуальних життів. Крім того, епізод досліджує горе. На мою думку, це найкраще, що робив Брукер».

## У реальному житті
У 2015 році співзасновниця корпорації Luka Євгенія Куйда використала ресурси її штучного інтелекту, аби створити віртуальну симуляцію її померлого друга на основі його онлайн-спілкування — технологію, що була описана в епізоді «Я скоро повернуся». Хоча продукт вийшов дуже якісним, він зазнав критики від родичів померлого та суспільства: «Куйда не змогла збагнути урок із „Чорного дзеркала“».
У 2021 році корпорація Microsoft зареєструвала патент, який в майбутньому дозволить створювати цифрових клонів померлих людей.
Працюючи над чат-ботом компанія буде збирати фотографії, зразки голосу, записи в соціальних мережах, електронні та рукописні листи про конкретну людину.
Завдяки отриманій інформації за допомогою технології машинного навчання, штучного інтелекту та нейронних мереж бот зможе відтворювати всі деталі, властиві померлій людині.
Також фахівці Microsoft зможуть створити зовнішність людини в двомірному і тривимірному форматі.